# Odyneromyia odyneroides
Odyneromyia odyneroides är en tvåvingeart som först beskrevs av Philippi 1865.  Odyneromyia odyneroides ingår i släktet Odyneromyia och familjen blomflugor. Inga underarter finns listade i Catalogue of Life.